# Cantonul Pipriac
Cantonul Pipriac este un canton din arondismentul Redon, departamentul Ille-et-Vilaine, regiunea Bretania, Franța.

## Comune
- Bruc-sur-Aff
- Guipry
- Lieuron
- Lohéac
- Pipriac (reședință)
- Saint-Ganton
- Saint-Just
- Saint-Malo-de-Phily
- Sixt-sur-Aff